# Алюмосиликаты
Алюмосиликаты — группа природных и синтетических силикатов, комплексные анионы которых содержат кремний и алюминий. Примеры комплексных анионов: [AlSiO4]−, [AlSi4O10]−, [Al2Si3O10]2−. В качестве катионов выступают Na+, K+, Mg2+, Ca2+, а иногда Ba2+ и Li+.
Природные алюмосиликаты являются наиболее распространёнными минералами, на их долю приходится до 50 % массы земной коры. К ним относятся полевые шпаты (альбит, ортоклаз, анортит), глинистые минералы и слюды.
Алюмосиликаты не растворимы в воде, разлагаются плавиковой кислотой, расплавами щелочей и карбонатами щелочных металлов. Некоторые алюмосиликаты медленно взаимодействуют с CO2 и водой, подвергаясь в природных условиях выветриванию с образованием кварца и других минералов.
Природные алюмосиликаты, не содержащие группы (OH) и кристаллической воды, являются тугоплавкими, термически стойкими соединениями.
Синтетические алюмосиликаты получают гидротермальным синтезом при нагреве оксидов кремния SiO2 и алюминия Al2O3 с оксидами металлов.

## Применение
Алюмосиликаты на земной поверхности постепенно выветриваются с образованием каолинита — сырья для фарфоровой промышленности. Алюмосиликаты используются как компоненты шихты при производстве стекла, керамики, цементов. Слюды применяются в качестве электро- и теплоизоляционных материалов. Нефелин является сырьём при производстве алюминия. Гидратированные природные алюмосиликаты (цеолиты) и искусственные пермутиты используют как ионообменники (например, для очистки воды), как адсорбенты в хроматографии, а также при очистке, осушке и разделении газов.
Алюмосиликаты используются в пищевой промышленности в качестве пищевых добавок Е554, Е555, Е556, Е559.